# Campionati europei di ciclismo su pista 2019 - Corsa a punti maschile
La gara a punti maschile ai Campionati europei di ciclismo su pista 2019 si è svolta il 19 ottobre 2019 presso il velodromo Omnisport di Apeldoorn, nei Paesi Bassi.

## Podio
| Pos.    | Atleta               | Nazionalità |
| ------- | -------------------- | ----------- |
| Oro     | Bryan Coquard        | Francia     |
| Argento | Jan-Willem van Schip | Paesi Bassi |
| Bronzo  | Michele Scartezzini  | Italia      |

## Risultati
160 giri (40 km) con sprint intermedi ogni 10 giri.
| Posizione          | Atleta               | Nazione       | Punti giri | Punti sprint | Totale |
| ------------------ | -------------------- | ------------- | ---------- | ------------ | ------ |
| 1                  | Bryan Coquard        | Francia       | 80         | 18           | 98     |
| 2                  | Jan-Willem van Schip | Paesi Bassi   | 60         | 33           | 93     |
| 3                  | Michele Scartezzini  | Italia        | 80         | 8            | 88     |
| 4                  | Christos Volikakis   | Grecia        | 60         | 25           | 85     |
| 5                  | Ethan Hayter         | Gran Bretagna | 60         | 16           | 76     |
| 6                  | Matias Malmberg      | Danimarca     | 60         | 8            | 68     |
| 7                  | Vladislav Kulikov    | Russia        | 40         | 15           | 55     |
| 8                  | César Martingil      | Portogallo    | 40         | 13           | 53     |
| 9                  | Cyrille Thièry       | Svizzera      | 40         | 10           | 50     |
| 10                 | Mark Downey          | Irlanda       | 40         | 8            | 48     |
| 11                 | Bartosz Rudyk        | Polonia       | 40         | 5            | 45     |
| 12                 | Gerben Thijssen      | Belgio        | 40         | 5            | 45     |
| 13                 | Óscar Pelegrí        | Spagna        | 20         | 13           | 33     |
| 14                 | Daniel Crista        | Romania       | 20         | 5            | 25     |
| 15                 | Viktor Filutás       | Ungheria      | 20         | 2            | 22     |
| 16                 | Stefan Matzner       | Austria       | 20         | 2            | 22     |
| 17                 | Raman Ramanau        | Bielorussia   | 20         | 1            | 21     |
| 18                 | Nicolas Pietrula     | Rep. Ceca     | 20         |              | 20     |
| 19                 | Vladiislav Shcherban | Ucraina       | 0          |              | 0      |
|                    | Leon Rohde           | Germania      | 0          |              | DNF    |
| Martin Chren       | Slovacchia           | –40           |            |              | DNF    |
| Vitālijs Korņilovs | Lettonia             | –80           |            |              | DNF    |